# Луций Бебий Тулл
Луций Бебий Тулл (лат. Lucius Baebius Tullus) — римский политический деятель конца I века — начала II века.
Его отцом был сенатор Луций Бебий Тулл. В 95 году Тулл был назначен на должность консула-суффекта вместе с Квинтом Помпонием Руфом. С 110 по 111 год в качестве проконсула он управлял провинцией Азия. Тулл скончался во время исполнения своих обязанностей.